# Tratado de San Germano
El Tratado de San Germano fue firmado el 20 de julio de 1230 en San Germano entre Federico II y el Papa Gregorio IX. Un dominico llamado Guala fue responsable de las negociaciones. 
Tras la firma del tratado, Guala se convirtió en el obispo de Brescia. Con arreglo a los términos del acuerdo, las fuerzas de Federico II acababan con la ocupación militar de parte de los Estados Pontificios. Además, todas las posesiones papales en Sicilia fueron devueltas al papa. 
- Datos: Q1748198